# Wetschernije Westi
Wetschernije Westi (Вечерние вести, deutsch "Abendnachrichten") ist eine der größten ukrainischen Boulevardzeitungen mit täglicher Auflage von ca. 500.000. Das Blatt wurde 1998 gegründet und erscheint in Russischer Sprache. Die Redaktion befindet sich in Kiew. Die Zeitung wird in Verbindung mit der ehemaligen Ministerpräsidentin der Ukraine Julija Tymoschenko gebracht.